# Спортска дворана Тополица
Спортска дворана Тополица вишенаменска је дворана која се налази у Бару (Црна Гора). Дворана је отворена 23. новембра 2009. године и има капацитет од 2.625 седећих места. Домаћи је терен неколико клубова:  КК Морнар Бар, РК Морнар Бар, ЖОК Лука Бар и ОК Галеб.
Спратност дворане је П+2, док је површина основе 3.600 квадратних метара. У приземљу је терен за дворанске спортове, који заузима површину од 1.290 квадратних метара.

## Значајнији догађаји
- Финале Купа Црне Горе у кошарци: 2012, 2015, 2017, 2020.
- Суперкуп Јадранске лиге у кошарци: 2017.[2]
- Кошаркашки турнир на Играма малих земаља Европе: 2019.[3]